# Rendőrakadémia 3. – Újra kiképzésen
A Rendőrakadémia 3. – Újra kiképzésen (eredeti cím: Police Academy 3: Back in Training) 1986-ban bemutatott amerikai filmvígjáték, a Rendőrakadémia-sorozat harmadik része.
Az élőszereplős játékfilm rendezője Jerry Paris, producerei Paul Maslansky és Donald L. West. A forgatókönyvet Gene Quintano írta, a zenéjét Robert Folk szerezte.
A mozifilm gyártója és forgalmazója a Warner Bros. Pictures. Az Amerikai Egyesült Államokban 1986. március 21-én, Magyarországon 1989. október 5-én mutatták be a mozikban.

## Cselekmény
Az állami költségvetés nem képes fenntartani két rendőrakadémiát, így a két intézménynek – Lassard parancsnok (George Gaynes) és a militarista Mauser (Art Metrano) akadémiáinak – versengeniük kell a túlélésért. Lassard visszahívja korábbi tanítványait, Mahoneyt (Steve Guttenberg), Tackleberryt (David Graf), Hightowert (Bubba Smith), Hooks-ot (Marion Ramsey) és Callahant (Leslie Easterbrook), segítsenek neki a versenyben. Felbukkan a Lassard-akadémián az előző részben még gonosz Zed (Bobcat Goldthwait) és akkori áldozata, Sweetchuck (Tim Kazurinsky) is.
Mauser az első részben megismert Copelandet (Scott Thompson) és Blankset küldi Lassard embereire, hogy szabotálják akcióikat. Emellett átküldi a számára méltatlannak tartott Nogatát (Brian Tochi), aki beleszeret Callahanbe és hasznosíthatja a bűnözők ellen karatetudását is. Felbukkannak a családtagok is, többen rendőrök szeretnének lenni, köztük Fackler felesége és Kirkland öccse is.
Amikor valóban igazi akcióra kerül sor, Lassard emberei legyőzik a kormányzó elrablóit, így megmenekül az akadémia.

## Szereplők
| Szerep                       | Színész             | Magyar hang       |
| ---------------------------- | ------------------- | ----------------- |
| Eric Lassard                 | George Gaynes       | Kun Vilmos        |
| Eugene Tackleberry           | David Graf          | Szombathy Gyula   |
| Larvell Jones                | Michael Winslow     | Kautzky Armand    |
| Laverne Hooks                | Marion Ramsey       | Pálos Zsuzsa      |
| Debbie Callahan hadnagy      | Leslie Easterbrook  | Andresz Kati      |
| Moses Hightower              | Bubba Smith         | Csikos Gábor      |
| Carey Mahoney                | Steve Guttenberg    | Szerednyey Béla   |
| Mauser parancsnok            | Art Metrano         | Reviczky Gábor    |
| Proctor százados             | Lance Kinsey        | Józsa Imre        |
| Henry Hurst rendőrparancsnok | George R. Robertson | Kenderesi Tibor   |
| Karen Adams kadét            | Shawn Weatherly     | Borbély Viktória  |
| Douglas Fackler őrmester     | Bruce Mahler        | Dörner György     |
| Tomoka Nogata kadét          | Brian Tochi         | Lippai László     |
| Fackler kadét                | Debralee Scott      | Kiss Erika        |
| Bud Kirkland kadét           | Andrew Paris        | Haás Vander Péter |
| Mr. Max Kirkland             | Arthur Batanides    | Dobránszky Zoltán |
| Hedges kadét                 | David Huband        | Vass Gábor        |
| Sweechuck kadét              | Tim Kazurinsky      | Verebély Iván     |
| Zed kadét                    | Bobcat Goldthwait   | Kerekes József    |
| Chad Copeland őrmester       | Scott Thomson       | Kassai Károly     |
| Kyle Blanks őrmester         | Brant von Hoffman   | Rátóti Zoltán     |
| Prostituált                  | Georgina Spelvin    | Vándor Éva        |
| Neilson kormányzó            | Ed Nelson           | Tolnai Miklós     |